# Gulbukig dvärgtyrann
Gulbukig dvärgtyrann (Ornithion semiflavum) är en fågel i familjen tyranner inom ordningen tättingar.

## Utbredning och systematik
Fågeln förekommer i fuktiga låglänta områden från södra Mexiko (Oaxaca) till nordöstra Costa Rica. Den behandlas som monotypisk, det vill säga att den inte delas in i några underarter.

## Status
IUCN kategoriserar arten som livskraftig.